# Cristina Ubani
Cristina Ubani Bazán (Irun, 1965) es una investigadora feminista y activista por los derechos civiles española. Entre las investigaciones en las que ha participado están las resistencias antifeministas a los avances de la igualdad, en el marco del Proyecto ARES (Analysing Antifeminist Resistances) de la Universidad de Deusto y el proyecto "cosificaBOT" sobre el lenguaje de sexualización en contenidos audiovisuales. Es también especialista en cooperación, desarrollo y género y en igualdad y deporte.

## Trayectoria
Licenciada en historia por la Universidad de Deusto (1983-1988), tiene un posgrado en estudios feministas e igualdad de la UNED. Se ha formado también en interculturalidad, programación de redes telemáticas en la empresa y Agenda 2030 sobre retos de los Objetivos de Desarrollo Sostenible en la Universitat Politènica de Valencia. Es también intérprete de lengua de signos española.
Implicada en los movimientos ciudadanos por la paz en el País Vasco, formó parte de la Asociación por la Paz creada en 1987 por Cristina Cuesta  y Denon Artean - Paz y Reconciliación (1991).  En 2020 participó en la elaboración del trabajo "Legitimación del Terrorismo. Opinión de la Juventud Vasca Universitaria tras la Disolución de ETA" (2022) con Pilar Rodríguez Pérez e Iñaki Garcia Arrizabalaga. El estudio fue realizado tras la disolución de ETA en 2018 con 1.067 respuestas de hombres y mujeres entre 18 y 25 años residentes en el País Vasco. También en 2020 presenta el trabajo "Igualdad de género en las ONG para el desarrollo de Guipuzkoa: mito o realidad"(Tendencias Sociales UNED)
Ha participado en diversos trabajos de investigación sobre sexismo, estereotipos y violencia digital contra las mujeres. En 2023  publicó "Un marco conceptual de la cosificación sexual de las mujeres en videos musicales" junto a Miren Gutiérrez Almanzor, explorando el lenguaje de la sexualización y la discriminación de las mujeres en vídeos musicales y otros contenidos audiovisuales. En 2024 forma parte del equipo del Proyecto ARES (Analysing Antifeminist Resistances) de la Universidad de Deusto como investigadora asociada experta en género.  Publicó en el marco del proyecto un estudio junto a Mariluz Congosto titulado "Análisis de manifestaciones feministas del 23 de octubre de 2021 y del 28 de mayo de 2022" en el que analiza las reacciones antifeministas a la defensa de la Agenda provenientes tanto de la ultraderecha católica como de la izquierda woke.
Ha colaborado en el estudio 'Resistencias antifeministas' resultado de la beca que concede el Instituto Vasco de la Mujer (Emakunde)

### Mujeres y deporte
Experta en estudios feministas y en el diseño y gestión de proyectos de igualdad en diversas áreas, entre sus focos de trabajo está la igualdad en el deporte.
Ubani considera que el deporte un terreno clave para identificar la desigualdad estructural que todavía sufren las mujeres y las asimetrías y los estereotipos a los que se enfrentan las mujeres en este terreno. Se trata de  "una realidad poliédrica: deporte escolar, de ocio, actividad física, deporte federado y élite. Hablamos de mujeres jóvenes, mayores, niñas y también de mujeres y discapacidad. Por eso es importante el plural," señala. pero que afrontan problemas comunes que tienen que ver con la estereotipia, la invisibilización, la falta de referentes y las distintas oportunidades.  El deporte es también, considera Ubani uno de los ámbitos que más resistencias genera a la igualdad y que presenta y mayores resistencias al cambio, pero a su vez ofrece múltiples posibilidades para trabajar de manera transversal la igualdad y visibilizar a las mujeres en el ámbito público. También es clave en la inserción social.
Ubani denuncia que el ámbito deportivo no se aplica la ley española de igualdad. Entre los retos a enfrentar para las mujeres en el deporte como en otros terrenos está la hipersexualización de las deportistas, la invisibilización de los logros -en la que los medios de comunicación tienen mucha responsabilidad- y la desigualdad en la presencia de mujeres en los puestos de poder. Existe una igualdad legal, pero no existe una igualdad real.

## Publicaciones
- Feminismo, trileros y caballos de Troya (2018)[18]
- Igualdad de género en las ONG para el desarrollo de Guipuzkoa: mito o realidad. (2020) Tendencias sociales. Revista de sociología. Facultad de Ciencias Políticas y Sociología (UNED).[9]
- The Portrayal of Men and Women in Digital Communication: Content Analysis of Gender Roles and Gender Display in Reaction GIFs. (2021) con Diego Álvarez y Alejandro González. International Journal of Communication (19328036), 2021, Vol 15, p462[19]
- Legitimación del terrorismo. Opinión de la juventud vasca universitaria tras la disolución de ETA. (2022) con Iñaki García-Arrizabalaga y Pilar Rodríguez Pérez. Revista Internacional de Pensamiento Político.[8]
- Un marco conceptual de la cosificación sexual de las mujeres en videos musicales con Miren Gutiérrez Feminismo/s, (42), 27–60. https://doi.org/10.14198/fem.2023.42.02[10]
- Análisis de manifestaciones feministas del 23 de octubre de 2021 y del 28 de mayo de 2022. (2023) En Resistencias antifeministas. Reacciones a las marchas por la igualdad en España. Editorial Tirant lo Blanche [12]